# Thorn Forrester
Thorn Forrester ist das Pseudonym mehrerer Autoren phantastischer Literatur.
Unter dem Sammelpseudonym veröffentlichten in den 1970er und 1980er Jahren v. a. Ronald M. Hahn, jedoch auch Hans Joachim Alpers, Harald Buwert, Gerd Maximovic und Uwe A. Thomas einige Heftromane in den Reihen Gemini Science Fiction, SF Science Fiction und Erber’s Grusel Krimi.

## Veröffentlichungen

### SF Science Fiction
- 143: Die Ruinenwelt (1973)[5]

### Gemini Science Fiction
- 01: Krisenherd Partos (1976)[6]
- 09: Fremde unter uns (1976)[7]
- 14: Der elektronische Rebell (1976)[8]
- 30: Die Pflanzenmaschine (1977)[7]

### Erber’s Grusel Krimi
- 25: Das Erbe der Vergangenheit
- 31: Tote, die nicht sterben können